# Humlum (plaats)
Humlum is een plaats in de Deense regio Midden-Jutland, gemeente Struer. De plaats telt 804 inwoners (2021).
De plaats wordt voor het eerst genoemd in 1186. Koning Knoet IV zou in Humla zijn vloot verzamelen vanwege een geplande veldtocht tegen Engeland. Rond 1325 wordt de naam Humlum gebruikt. De naam is mogelijk afkomstig van een samentrekking van de woorden humle (hop) en hem (nederzetting) en zou dan duiden op een nederzetting waar hop werd verbouwd. Ook kan de naam wijzen op humal, een oude naam voor een bepaald soort heuvel.
Humlum ligt in de gelijknamige parochie. De parochiekerk (Humlum kirke) is rond 1100 gesticht. Het koor is eind 13e eeuw gebouwd; het jongere schip is waarschijnlijk de vervanger van een oudere, houten voorganger. In de late middeleeuwen is de toren gebouwd.
Sinds 1882 heeft Humlum een eigen station. Aan de Venø Sund ligt een jachthaven.
In 1921 had Humlum 411 inwoners. Dit aantal steeg tot 546 in 1970. Door de aanleg van een woonwijk in 1974 en de bouw van losse huizen en recreatiewoningen in de jaren 80 en 90 steeg het aantal inwoners verder tot 838 in 2006.